# Сидоренко, Владимир Петрович
Владимир Петрович Сидоренко (укр. Володимир Сидоренко; 23 сентября 1976, Энергодар, УССР) — украинский боксёр-профессионал, выступавший в легчайшей (Bantamweight) весовой категории. Бронзовый призёр Олимпийских игр 2000 года, двукратный чемпион Европы, серебряный призёр чемпионата мира среди любителей 2001 года. Несколько лет являлся чемпионом мира по версии ВБА (WBA). Нанёс первое поражение непобеждённому тайскому боксёру Пунсовату Кратингдаэнгджиму.
31 мая 2008 года этот титул после очного боя перешёл к Ансельмо Морено (Панама).
Первый тренер — Владимир Романович Манзуля.
Брат — Валерий Сидоренко.

## Турнир на призы Братьев Сидоренко
Ежегодный турнир по боксу. Первые три турнира были проведены в г. Энергодар. С 2008 года проводится осенью в г. Севастополь.

## Государственные награды
- Знак отличия Президента Украины орден «За мужество» ІІІ степени (06.10.2000)[2]